# Distrikt Faro
Der Distrikt Faro (Distrito de Faro) ist ein Distrikt in Portugal, er entspricht der traditionellen Provinz Algarve. Im Norden grenzt der Distrikt an den Distrikt Beja, im Osten an Spanien und im Süden und Westen an den Atlantik. Fläche: 4960 km². Bevölkerung (2001): 395.208. Hauptstadt des Distrikts: Faro. Kfz-Kennzeichen für Anhänger: FA.
Der Distrikt Faro unterteilt sich in die folgenden 16 Kreise (Municípios):
| Kreis                      | Anzahl Gemeinden | Einwohner (2021) | Fläche km² | Dichte Einw./km² | LAU- Code | Region  | Unterregion |
| -------------------------- | ---------------- | ---------------- | ---------- | ---------------- | --------- | ------- | ----------- |
| Albufeira                  | 4                | 44.164           | 140,67     | 314              | 0801      | Algarve | Algarve     |
| Alcoutim                   | 4                | 2.523            | 575,36     | 4                | 0802      | Algarve | Algarve     |
| Aljezur                    | 4                | 6.045            | 323,50     | 19               | 0803      | Algarve | Algarve     |
| Castro Marim               | 4                | 6.439            | 300,85     | 21               | 0804      | Algarve | Algarve     |
| Faro                       | 4                | 67.622           | 202,57     | 334              | 0805      | Algarve | Algarve     |
| Lagoa                      | 4                | 23.725           | 88,25      | 269              | 0806      | Algarve | Algarve     |
| Lagos                      | 4                | 33.494           | 212,98     | 157              | 0807      | Algarve | Algarve     |
| Loulé                      | 9                | 72.332           | 763,68     | 95               | 0808      | Algarve | Algarve     |
| Monchique                  | 3                | 5.462            | 395,31     | 14               | 0809      | Algarve | Algarve     |
| Olhão                      | 4                | 44.614           | 130,87     | 341              | 0810      | Algarve | Algarve     |
| Portimão                   | 3                | 59.845           | 182,06     | 329              | 0811      | Algarve | Algarve     |
| São Brás de Alportel       | 1                | 11.248           | 153,37     | 73               | 0812      | Algarve | Algarve     |
| Silves                     | 6                | 37.766           | 680,06     | 56               | 0813      | Algarve | Algarve     |
| Tavira                     | 6                | 27.523           | 606,96     | 45               | 0814      | Algarve | Algarve     |
| Vila do Bispo              | 4                | 5.717            | 179,06     | 32               | 0815      | Algarve | Algarve     |
| Vila Real de Santo António | 3                | 18.824           | 61,24      | 307              | 0816      | Algarve | Algarve     |
| Distrikt Faro              | 67               | 467.343          | 4.996,79   | 94               | 08        | –       | –           |

Koordinaten: 37° 12′ N, 8° 0′ W